# Chatonrupt-Sommermont
Chatonrupt-Sommermont è un comune francese di 330 abitanti situato nel dipartimento dell'Alta Marna nella regione del Grand Est.

## Società

### Evoluzione demografica
Abitanti censiti